# Ausystole beenleighi
Ausystole beenleighi är en stekelart som först beskrevs av Girault 1926.  Ausystole beenleighi ingår i släktet Ausystole och familjen kragglanssteklar. Inga underarter finns listade.